# Equipamiento deportivo

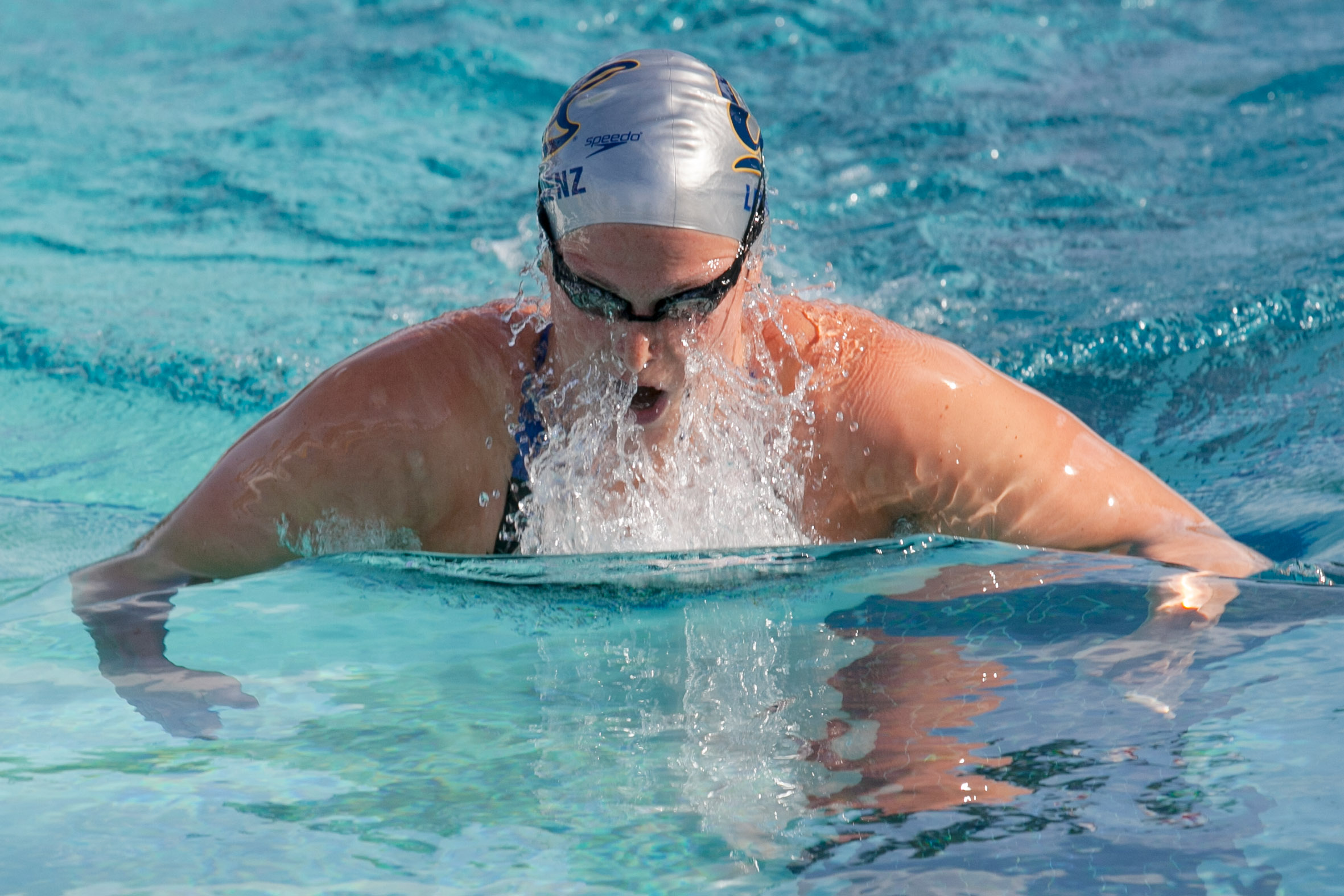
El gorro, las antiparras y un traje de baño son esenciales y obligatorios para la natación.

El equipamiento deportivo, también conocido como indumentaria deportiva o artículos deportivos, es el equipo requerido, las herramientas necesarias, los materiales usados e incluso la ropa: utilizadas para competir en un deporte.
El equipo va desde la pelota, traje, red, cuerdas y equipos de protección como la férula dental. Se pueden utilizar como protección (casco de rugby), por reglamento (judogi) o ser la herramienta esencial para la práctica del deporte (raqueta).
Con el tiempo, el equipamiento deportivo ha evolucionado tecnológicamente y actualmente se persigue la comodidad. En algunos deportes se ha ampliado, porque estos han comenzado a requerir más protección para evitar lesiones.

## Historia
A lo largo del tiempo, muchos atletas han desarrollado su propio equipamiento deportivo. Por ejemplo, el uso de un balón de fútbol se remonta a la antigua China: entre 225 a. C. y 220. Como el fútbol sigue siendo el deporte más popular en el siglo XXI, el material de la pelota ha cambiado por completo; de estar hecho de piel de animal, a ser de múltiples capas de material sintético.
A medida que esta industria mejora, también lo hace el rendimiento de los atletas y esto se debe a que el equipo es más eficiente, más ligero y más fuerte; formando un sistema biomecánico e interactuando con el atleta. Por ejemplo, en las pruebas de atletismo en los Juegos Olímpicos de Tokio 2020: hubo polémica porque el calzado tecnológico daba cierta ventaja a los velocistas.
Desde la adopción masiva de tecnología vestible, el nuevo equipamiento deportivo tiende a ser electrónico y conectado para ofrecer rendimientos de datos.

## Equipamiento de juego

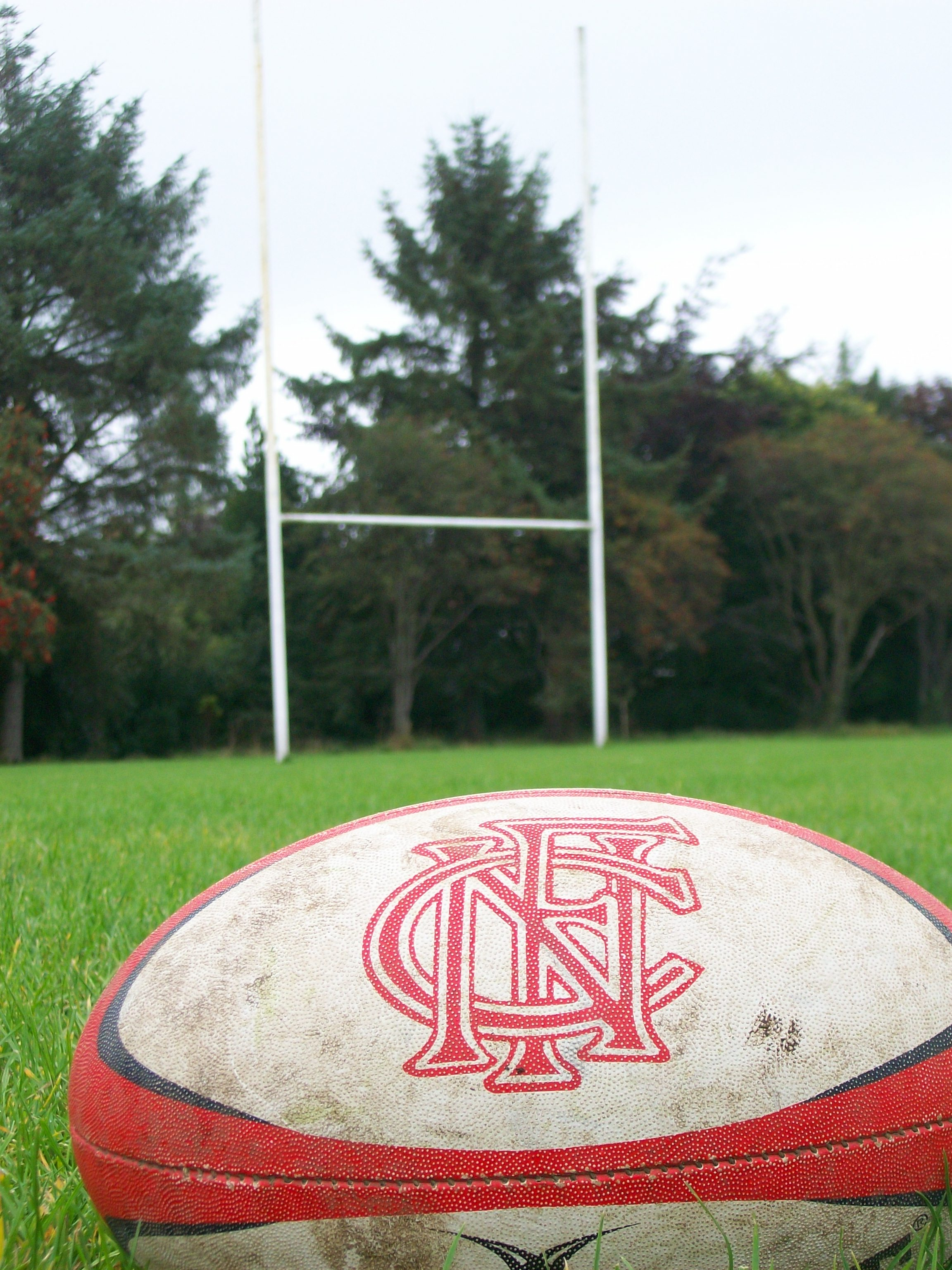
Balón y H, esenciales para el rugby.

Un balón es a menudo lo que un deporte requiere y el juego gira en torno a él. Una pelota deportiva es típicamente redonda, pero también puede variar como el balón de rugby.

## Equipamiento de jugador

### Equipamiento protector
El equipo de protección a menudo se usa para los deportes de combate u otros donde hay un peligro importante de lesión por la colisión de jugadores u otros objetos, como el rugby.

### Equipo de entrenamiento
Ejemplos de esto incluyen las pelotas suizas, pesas, barras de barbilla y equipos para el gimnasio. También elementos de protección, como cinturones de levantamiento de pesas y camisas de banco para el entrenamiento con pesas y levantamiento de pesas.